# Geevarghese Timotheos Chundevalel

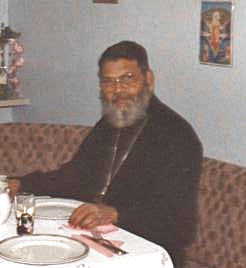
Bischof Geevarghese Mar Timotheos Chundevalel während eines Deutschlandbesuches, 1996

Geevarghese Timotheos Chundevalel (* 2. Februar 1928 in Amayannoor; † 4. Juni 2019 in Tiruvalla) war ein indischer Geistlicher und syro-malankarischer Bischof von Tiruvalla.

## Leben
Geevarghese Timotheos Chundevalel trat 1943 in das Priesterseminar der Eparchie von Tiruvalla ein und absolvierte philosophische und theologische Studien am Priesterseminar in Candy. Er empfing am 24. August 1953 die Priesterweihe für die Eparchie Tiruvalla. Er war zunächst in der Seelsorge in den Gemeinden Kothamangalam und Nellimattom tätig. Er absolvierte ein Masterstudium der Spirituellen Theologien an der Päpstlichen Universität Gregoriana in Rom. 1967 wurde er zum Rektor des Kleinen Priesterseminars ernannt. 1980 wurde er Vikar der Kathedrale von Tiruvalla. Isaac Mar Yoohanon, der Bischof von Tiruvalla, ernannte in 1984 zum Proto-Syncellus der Eparchie. 1987 wurde er Administrator der Eparchie Tiruvalla.
Papst Johannes Paul II. ernannte ihn am 30. April 1988 zum Bischof von Tiruvalla. Der Erzbischof von Trivandrum Benedikt Varghese Gregorios Thangalathil OIC spendete ihm am 6. August desselben Jahres die Bischofsweihe in der Johanneskathedrale; Mitkonsekratoren waren Cyril Baselios Malancharuvil, Bischof von Battery (der spätere Großerzbischof), und Paulos Philoxinos Ayyamkulangara, Weihbischof in Trivandrum. Er war unter anderem Sekretär des Kerala Catholic Bishop’s Council (KCBC). 1994 war er Vizepräsident der Katholischen Bischofskonferenz von Indien (CBCI).
Am 29. März 2003 nahm Papst Johannes Paul II. seinen altersbedingten Rücktritt an.